# Blaževci (Vrbovsko)
Pour les articles homonymes, voir Blaževci.
Blaževci est une localité de Croatie située dans la municipalité de Vrbovsko, comitat de Primorje-Gorski Kotar. En 2001, la localité comptait 38 habitants.

## Démographie
| 1948 | 1953 | 1961 | 1971 | 1981 | 1991 | 2001 |
| ---- | ---- | ---- | ---- | ---- | ---- | ---- |
| 113  | 103  | 93   | 67   | 44   | 89   | 38   |